# Jean Joseph Marie Édouard Comandré
Jean Joseph Marie Édouard Comandré, né le 5 décembre 1791 à Florac (Lozère) et décédé le 21 août 1863 dans la même ville, est un homme politique français.
Avocat à Florac en 1814, il milite dans les rangs libéraux sous la Restauration. Chef de bataillon de la garde nationale, il est député de la Lozère de 1848 à 1849, siégeant avec les républicains modérés du parti démocratique.

## Sources
- « Jean Joseph Marie Édouard Comandré », dans Adolphe Robert et Gaston Cougny, Dictionnaire des parlementaires français, Edgar Bourloton, 1889-1891 [détail de l’édition]